# Provincia Mendoza

Localizarea provinciei în Argentina

Provincia Mendoza (Mza) (spaniolă Provincia del Mendoza) este una dintre cele douăzeci și trei de provincii care alcătuiesc Republica Argentina. Capitala și orașul cel mai populat este omonimul Mendoza. Se află la sud-vest de regiunea Nuevo Cuyo, în vestul țării, delimitată la nord de San Juan, la est de râul Desaguadero, care o desparte de San Luis, la sud-est de La Pampa, la sud de Neuquén dincolo de râul Colorado) și spre vest cu Chile, a cărui limită este determinată de râul Munților Andeși. Limitele provinciilor La Pampa, Rio Negro, Mendoza și Neuquen sunt la un moment dat, la intersecția râului Colorado cu traseul greșit al meridianului din vestul Buenos Aires (68 ° 15 'W).
Provincia Mendoza are o populație de 1.739.000 de locuitori. în 2010, este cea a patra provincie cea mai populată - în fața Buenos Aires, Córdoba și Santa Fe - și cu 148.827 km²,  a șaptea cea mai mare, în spatele Buenos Aires, Santa Cruz, Chubut, Río Negro, Córdoba și Salta.

## istorie

### Era pre-columbiană
Din analiza arheologică s-a stabilit că primii coloniști au sosit în Mendoza în timpul Holocenului. Cu toate acestea, există puține materiale existente ale acestor coloniști timpurii ca să putem ști în profunzime obiceiurile și activitățile lor (a se vedea cultura Ansilta). Unele dintre cele mai timpurii, care are un record de extindere, sunt cele locuite în apropiere de râul Atuel Valley. Cultura practica vânătoarea și cultivau un porumb agricol incipient, suc de fructe, quinoa, fasole, etc. Ei au dominat coșul și ceramica într-un mod rudimentar. În această vale a fost dezvoltată Cultura Agrelo, considerată predecesorul culturii Huarpes. În partea de nord a provinciei s-a dezvoltat din urmă cultura, care a fost la rândul ei influențată de imperiu încă din timpul secolului al XV-lea. Tradiția orală stabilește sosirea lui Tupac Yupanqui Coquimbo în jurul anului 1470.

### Era colonială
Primii spanioli care au intrat pe teritoriul Mendocino prezent nu a intervenit ordinele Francisco de Villagra, care a căzut din Peru de-a lungul traseului de Tucumán pentru a se alătura Pedro de Valdivia din Chile. Nu se poate trece trecătorile montane, pentru a fi închise de zăpadă, Villagra campat în Huentota în 1551 cu 185 de bărbați și 500 caballos.3 Au stabilit relații cu huarpes și a explorat zona până la râul Diamante.
Prima așezare a fost fondată la data de 2 martie 1561. căpitanul Pedro del Castillo a fondat orasul „Mendoza a New Valley La Rioja“ transformat apoi în capitala provinciei, dând numele guvernatorului Chile, Garcia Hurtado de Mendoza . La început, populația era de 47 de vecini, dintre care 30 au fost responsabili de circa 2500 de indieni.
O altă expediție condusă de căpitanul Juan Jufré, trimis de Villagra, succesorul lui Garcia Hurtado de Mendoza în guvernul din Chile, a mutat orașul de pe malul stâng al râului „două muschete-shots„, la sud-vest, 28 martie 1562 . orașul este redenumit „orașul Învierea în provincia Huarpes“, dar în cele din urmă a durat numele său original.
Mendoza a făcut parte din satul Cuyo cu capul în Mendoza orașul în sine, integrarea Căpităniei general al Chile sub viceregatului Peru.
Cucerirea a declanșat dezintegrarea lumii indigene. Valea centrală a teritoriului actual al Mendoza a fost ocupat de diferite grupuri de fermieri care au fost dominate anterior de incași, pe care spaniolii au numit generic huarpes. În partea de sud, se aflau grupuri de colectori de vânători numiți alcool. Localnicii au fost dezbrăcați de terenurile lor, au fost mutați în zone marginale și au fost distribuite în parcele printre vecini. Deși coroana interzis legile indiene de muncă nu se aplică în frontiera marginală a imperiului, deoarece munca indian a fost principala bogăție a encomenderos región.Los călcau beneficiile pentru urmașii lor. În timpul că episcopii și clerul de timp angajat la politica de apărare a naturale a încercat să conțină exploatarea și transferul lor către Chile. Declinul populației indigene cauzată de emigrarea forțată a Chile și mortalitatea ridicată a fost victimă în urma bolilor introduse de europeni justifică introducerea de sclavi africani satisface nevoia tot mai mare de forță de muncă. Interacțiunea locuitorilor formează o societate plurală din punct de vedere etnic și riguros ierarhizată conform ideilor onoarei și curăției sângelui care caracterizează cultura spaniolă medievală și modernă târzie.
Pentru a opri avansul Mapuche, sunt ridicate Fortul San Carlos (1771) și Fortul San Juan Nepomuceno (1772). 
| Censo/Raza          | Censo/Raza |
| ------------------- | ---------- |
| Españoles (blancos) | 4.491      |
| Indios              | 1.359      |
| Negros              | 2.129      |
| Mestizos            | 786        |

Odată cu formarea viceregatului Rio de la Plata în 1776, Township de Cuyo a fost separat de viceregatului Peru și administrația direcționată din Chile, care urmează să fie încorporată în noul viceregatul cu capitala la Buenos Aires, aducând acel oraș, cu cel care a existat deja un important contact comercial și cultural a devenit responsabilul pentru administrarea zonei. Muntele Andezului a devenit o frontieră politică din acel moment.
Ordonanța Regală a primarilor din 28 ianuarie 1782 împărțit viceregatului Rio de la Plata la 8 guvernorate-intendent, precum și guvernatori și politici Montevideo militare și popoarele din fostele misiuni iezuite, care formează pe scurt provincia Cuyo . Dar, ca urmare a raportului prezentat de către Viceroy Vertiz, această structură a fost modificat prin Ordinul Regal din 29 iulie 1782 și decretul explicativ din 05 august 1785, a suprimat municipiile Cuyo și Santa Cruz de la Sierra și împărțirea din Tucumán în două, integrând Cuyo noua Intendanță a Córdoba del Tucumán, cu sediul în Córdoba.
La 2 aprilie 1805 a fost comandată construcția Fortului San Rafael del Diamante în actualul sat de 25 de Mayo.

### independență
Revoluția din mai 1810 a fost cunoscută în Mendoza pe 6 iunie a acelui an, 6, dar cabildantes oscilat între aderarea la revoluție sau trimite trupe la Cordoba să se alăture contrarevoluției organizat de Rafael de Sobremonte. În cele din urmă, entuziasmul popular a motivat că la 25 iunie a fost decis să respecte primul Consiliu și să trimită adjunctul pe care la solicitat. La început, a fost ales Bernardo Ortiz, dar după moartea sa a fost înlocuit de Manuel Ignacio Molina, care a integrat astfel Junta Grande.
La 29 noiembrie 1813 a fost creat guvernator intendent de Cuyo, separându-l de la Cordoba de Tucuman, compus din subdelegări din San Luis, Mendoza și San Juan. Primul guvernator-locotenent numit în Cuyo a fost colonelul Florencio Terrada. Guvernatorul colonelului Marcos Balcarce și mai târziu José de San Martín a fost numit guvernator
În 1814 José de San Martin decide că, în loc de luptă în nord, cel mai eficient mod de a învinge regaliști ar forma o armată în Mendoza și de acolo traverseze Anzii și să ia Chile, și atacând Lima cu nave din Chile . San Martín a explicat că era necesar să se creeze
... o armată mică și bine disciplinată în Mendoza, să se mute în Chile și să se încheie acolo cu goții. Alianța forțelor pe care le vom trece prin mare pentru a lua Lima; asta este calea. Până când suntem în Lima, războiul nu se va termina.
Acest plan de acțiune a fost o variantă a Planului Maitland, care San Martin sa întâlnit în timpul șederii sale în Londres.8 să-l efectueze, San Martin a solicitat de la Córdoba, care urmează să fie acordat guvernator al Cuyo, care accesează directorul Suprem Gervasio Posadas.

#### Mendoza și Armata Anzilor
La sosire, San Martin a avut sprijinul entuziast al populației mendocina, deși relațiile cu Buenos Aires, sunt strânse cu ipoteza Carlos Maria de Alvear în loc de Posadas. Colonelul Gregorio Perdriel este numit noul guvernator, dar nu este cunoscut de consiliul municipal Mendoza, care îl sprijină pe San Martín în funcție.
Ca de la sosirea San Martin Mendoza a ajuns armata chilian a învins în bătălia de la Rancagua, inclusiv José Miguel Carrera și Bernardo O'Higgins, care a fost cuplată cu Planul Continental au fost.
În acel moment, Congresul de la Tucumán sa întâlnit, cu scopul de a se declara independent de monarhia spaniolă. San Martin a considerat o declarație rapidă de independență a Argentinei fundamentală pentru planurile sale, pentru care a purtat conversații frecvente cu Tomás Godoy Cruz despre evoluția evenimentelor. Godoy Cruz a fost, alături de Juan Agustín Maza, reprezentantul Mendoza în Congresul menționat. Rezultatul Congresului a dat un nou impuls San Martinului, care putea apoi să efectueze campania cu sprijinul unei națiuni suverane. San Martín sa întâlnit la Córdoba cu Juan Martín de Pueyrredón, directorul suprem al Congresului de la Tucumán, și a promis că va oferi lui San Martín tot sprijinul necesar.
Pentru a realiza Planul Continental și formează Armata Anzilor avea nevoie de o reorganizare puternică a armatei și susținerea unei dezvoltări industriale majore. o fabrică de praf de pușcă, o artilerie turnătorie pentru care 300 de muncitori, a fost instalat este angajat fabrici pentru țesături care au făcut haine militare, cerneluri ateliere care le-a dat culoare, și un laborator de explozibili. Pentru toate acestea munca de la San Luis, San Juan, La Rioja, Corrientes, Cordoba și Buenos Aires a fost angajat; precum și colaborarea atelierelor locale și a muncii voluntare.
Pentru a finanța campania, regimul fiscal provincial a fost modificat, impunând capitalul și consumul de carne. Donațiile au fost încurajate și au fost luate măsuri precum reducerea salariilor în anumite sectoare.
Pentru recrutare, a fost înființată o tabără în Las Heras, într-un loc cunoscut sub numele de El Plumerillo. O zonă a fost curățată pentru manevre și a fost construită o plajă pentru practicarea fotografierelor. Soldații au primit o instrucțiune atentă de la San Martin.
Deci, Armata Anzilor, format din mai mult de două sute de ofițeri, patru mii de soldați și auxiliare mii de luptători a fost format. Au mai fost și 1.500 de cai, zece mii de muniți și optsprezece piese de artilerie.
Pentru regiunea Quebrada Santa Elena și Paramillos Uspallata au traversat coloanele Armatei a Anzilor, începând cu eliberarea epica a Africii de Sud. În 1817, unul dintre principalii piloni ai armatei generalului San Martin, eliberator a preluat comanda generalului Juan Gregorio de las Heras, care a mers în Chile de drum Uspallata. O altă coloană, a plecat 19 ianuarie 1817 sub comanda căpitanului Fray Luis Beltran în fața Maestranza și parcul care transportă accoutrements de război, el a urcat pe Quebrada del Toro și a condus Uspallata prin Paramillos Uspallata pentru a se întâlni cu coloana principală a generalului Gregorio de Las Heras.
În plus față de organizarea industriei și comerțului pentru formarea armatei din Anzi, San Martin a promovat educația patriotică în școli, Mendoza a fondat prima bibliotecă și cu condiția măsuri de îmbunătățire a urbanizării. De asemenea, a promovat agricultura și a generalizat aplicarea vaccinului împotriva variolei.

### Organizarea politică
La 9 ianuarie 1820, regimentul Cazadores de los Andes sa revoltat în San Juan. Toribio de Luzuriaga, înlocuirea Sf. Martin în guvern după plecarea sa la campania militară, a prezentat demisia din Cabildo de Mendoza la 17 ianuarie. Așa că își reia puterea ca Cabildo-Guvernator al provinciei Cuyo, dar avea doar putere în municipalitatea Mendoza. La scurt timp după aceea, la 1 martie 1820, guvernul din Cuyo a fost dizolvat, din care pleacă Mendoza, San Luis și San Juan.
La 3 iulie 1820, un guvernator deschis la Cabildo, Tomás Godoy Cruz, prieten al San Martín. În timpul guvernului său, se intenționează reunificarea orașelor Cuyan, formând uniunea popoarelor libere din Cuyo. La 4 mai 1821 Cabildo-ul celor trei orașe a acceptat un regulament. Dar acest lucru nu va intra în vigoare, deoarece pe 12 octombrie guvernul Mendoza notifică San Juan și San Luis "că, deocamdată, planul sindical nu a putut fi realizat". În 1822 a existat o altă încercare la o întâlnire, dar nici nu a prosperat.
În 1846 căpitanul Juan Troncoso ridicat la Fort Malargüe sau Malal-Hue și în anul următor comandantul J. Antonio Rodriguez a fondat Villa El Milagro.
Constituția națională din 1853 a fost acceptată imediat de Mendoza. După sancțiunea sa, provincia a sancționat constituția sa provincială, a aprobat data de 14 decembrie 1854, fiind prima provincie argentiniană în acest sens. Această constituție a recunoscut doar cinci departamente: San Vicente (care a fost redenumit Belgrano în 1889 și din 1909 se numește Godoy Cruz), San Martin, San Carlos, La Paz și capitala provinciei. În 1855 a fost creat Departamentul de Lujan de Cuyo, în timp ce în 1858 au fost realizate departamente de Maipú și Guaymallén.Centrarea și departamentul San Carlos a fost împărțit în două: Tupungato și Tunuyán, care a acoperit departamentul actual de San Carlos. Departamentul de San Martin a fost împărțit în două în 1859, crearea de partea sudică Departamentul de Junin. Departamentul Tulumaya, redenumit în 1889 ca Lavalle, a fost creat și în acel an.

### Vremurile moderne
Orașul Mendoza a fost distrus de cutremurul din 1861, care a distrus Cabildo, Bazilica San Francisco și alte 2.000 de case și a lăsat un echilibru între 6.000 și 10.000 de morți (populația din acel moment a circulat în jur de 20.000 de locuitori) . Orașul a fost reconstruit la un kilometru spre sud-vest, cu un design conceput de inspectorul Julio Balloffet, pentru a minimiza efectele unui posibil cutremur și a facilita evacuarea, dacă este necesar.
În 1871, a fost înființat departamentul Las Heras. În 1874, printr-o lege, departamentele au fost guvernate de un subdelegat, numit de guvernator. În 1866, guvernatorul Rufino Ortega întemeiază orașul Malargüe, în țări aflate sub control local și contestate de statul național. La 17 mai 1887, și-a schimbat denumirea la colonelul Luis Beltrán, dar în 1892 a fost dizolvată și încorporată ca un district al Departamentului de 25 de Mayo.
După cucerirea numită a deșertului, în 1880 a fost încorporată în administrația provincială efectivă în sudul provinciei. În acel an, Departamentul Tunuyán a fost redenumit Departamentul San Carlos, Departamentul Tupungato a fost împărțit în două, iar Tunuyán a fost numit în partea de sud și Tupungato la nord.
În 1884, noua divizie Rivadavia a fost separată de Departamentul Junín. În plus, Departamentul Santa Rosa a fost creat. Departamentul San Rafael a fost înființat în 1903 și Departamentul General Alvear, în 1914. În 1950, în cele din urmă, a fost creat Departamentul Malargüe, cu un asemenea caracter și o jurisdicție proprie.
Prin Legea nr Provincial 3455 din 04 noiembrie 1966, legiuitorul provincial a aprobat limitele Acordului Interprovincial cu provincia San Juan, am semnat la data de 25 iunie a anului, astfel încât a fost delimitată peste graniță dintre cele două provincii .10 Limita a fost stabilită de Legea națională nr. 22200 emisă de guvernul militar și publicată în Monitorul Oficial pe 27 martie 1980.
- Provinciile Argentinei

1. ↑   https://www.argentina.gob.ar/mendoza, accesat în 31 iulie 2024 Lipsește sau este vid: |title= (ajutor)